# St. James Hotel (Philadelphia, Pennsylvania)
El St. James Hotel es un hotel histórico de 12 pisos en Center City, Filadelfia, Pensilvania. Fue diseñado por Horace Trumbauer y fue construido en 1901, con una adición construida en 1904.